# Gran Premio de Orán
El Gran Premio de Orán es una carrera ciclista argelina. Creada en 2014, se disputa el día siguiente del Tour de Argelia. Esta carrera forma parte desde su creación del UCI Africa Tour, en categoría 1.2.

## Palmarés
| Año       | Ganador       | Segundo         | Tercero                 |
| --------- | ------------- | --------------- | ----------------------- |
| 2014      | Adil Barbari  | Hichem Chaabane | Thomas Rabou            |
| 2015      | Janvier Hadi  | Fayçal Hamza    | Amanuel Ghebreigzabhier |
| 2016      | Tomas Vaitkus | Joseph Areruya  | Adil Barbari            |
| 2017-2023 | No se disputó | No se disputó   | No se disputó           |
| 2024      | Nassim Saidi  | Aiman Cahyadi   | Tillman Sarnowski       |

## Palmarés por países
| País     | Victorias |
| -------- | --------- |
| Argelia  | 2         |
| Ruanda   | 1         |
| Lituania | 1         |